# Солент
Солент (англ. The Solent) — протока в північній частині Ла-Маншу, що відділяє острів Вайт від іншої частини Великої Британії. Через протоку регулярно проходять численні пасажирські та вантажні судна, а також військові кораблі, крім того, протока є також рекреаційною зоною, насамперед для вітрильного спорту.
Під час морської битви у протоці затонув флагманський корабель «Mary Rose», якого підняли близько 1982 року.
| Велика Британія | Це незавершена стаття з географії Великої Британії. Ви можете допомогти проєкту, виправивши або дописавши її. |